# سامسونگ گلکسی ایس ۲
سامسونگ گلکسی ایس ۲ (انگلیسی: Samsung Galaxy Ace ۲) گوشی تلفن همراه ساخت شرکت سامسونگ است که در فوریه ۲۰۱۲ معرفی و منتشر گردید. سیستم عامل آن اندروید، نسخه ۲٫۳ می‌باشد.

## ابعاد ظاهری
ابعاد این گوشی ۱۰٫۵ * ۶۲٫۲ * ۱۱۸٫۳ میلی‌متر و وزن ۱۲۲ گرم و صفحه نمایش با ابعاد ۳٫۸ اینچ و وضوح ۸۰۰ * ۴۸۰ پیکسل از نوع لمسی PLS TFT با ۱۶ میلیون رنگ می‌باشد.

## مشخصات فنی
گلکسی ایس ۲ به پردازنده دوهسته‌ای، فرکانس ۸۰۰ مگاهرتز و اندروید نسخه ۲٫۳ مجهز است. دوربین اصلی ۵ مگاپیکسل با ابعاد عکس حداکثر ۱۹۴۴ * ۲۵۹۲ پیکسل و ابعاد فیلم حداکثر ۷۲۰ * ۱۲۸۰ پیکسل، ۳۰ تصویر در ثانیه که از قابلیت‌های آن تشخیص صورت، تشخیص لبخند و ثبت موقعیت مکانی است. دوربین دوم نیز VGA می‌باشد. حافظهٔ داخلی این گوشی ۴ گیگابایت و قابل نصب حافظهٔ جانبی با افزایش حداکثر تا ۳۲ گیگابایت است. همچنین از وای-فای و بلوتوث و شبکهٔ ۲جی (GSM)نیز پشتیبانی می‌کند.